# Un brin d'espérance
Un brin d'espérance est un roman de Georges-Patrick Gleize paru en 2007.

## Résumé
Dans les Pyrénées ariégeoises, en mai 1934, le jeune Pierre Sagnol est parti pour sa première estive avec son père Auguste et son frère Louis lorsqu’ils sont pris dans un terrible orage qui emporte et détruit tout leur troupeau. Métayers désormais sans ressources, ils sont chassés de leur ferme et contraints à l’exode par leur propriétaire, l’implacable pharmacien Léon Trocard. Ils n’ont d’autres choix que de chercher de l’embauche vers Lavelanet dans l’industrie textile. Arrachés à leur terre et à leurs racines, devenus ouvriers, ils rebâtissent avec courage une nouvelle vie dans le contexte de la menace du fascisme et de la naissance du Front populaire. Tandis que Louis s’engage dans la coloniale, Pierre rêve de s’installer à son compte comme tisserand. C’est alors qu’il fait la connaissance de Gaby, une jolie ouvrière mais la guerre arrive, bouleversant leurs destins…
Un brin d’espérance est une fresque sensible et émouvante des années charnières 35-45, véritable hymne à l’espoir et à l’esprit d’entreprise, où Georges-Patrick Gleize, historien spécialiste des campagnes pyrénéennes, évoque avec bonheur la transformation du monde rural.